# Nancy Robbins
Nancy Robbins (Michigan, 1942) és una interiorista i dissenyadora estatunidenca resident a Catalunya.

## Biografia
Va néixer a Michigan (Estats Units) l'any 1942. Es graduà a Rode Island School of Design (Provindence, Estats Units) l'any 1964. És interiorista, dissenyadora de producte i també ha produït i comercialitzat mobles. Va treballar dissenyant interiors a Dallas i aNova York entre els anys 1964 i 1972. Es traslladà a Girona l'any 1972 junt amb el seu marit, el pintor Edward Robbins. Es dedicà a l’interiorisme i a crear els seus propis mobles fins que l'any 1982 obren una botiga pròpia a Girona anomenada Fénix. L'any 1986 es traslladà a Barcelona i obrí una botiga a l’Eixample. Ha fet dissenys i producció pròpia de llums i mobles, però també obres produïdes per altres com Andreu World o Metalarte.
Nancy Robbins va ser una de les creadores presents a l'exposició Som aquí. Les dones en el disseny 1900-Avui, organitzada el 2023 pel Museu del Disseny de Barcelona, que recuperava les dissenyadores pioneres dels anys 1960, 1970 i 1980 a Catalunya.

## Obra
Ha dissenyat les butaques i sofàs «Gilda», «New York», «Miami» i «Atlanta» per a Cycsa i per a Andreu World les cadires «Nancy», «Urbe», «Tokio» i «Savoy». L'any 1990 va fundar la seva pròpia productora. Un any després va exposar a la sala Vinçon de manera individual i va dissenyar la butaca del Teatre Girona. Va treballar durant un mes a Seúl (Corea) com a dissenyadora convidada. Va dissenyar la botiga/showroom Design Link a Nova York que es va inaugurar l'any 2002. Dissenyà diferents productes, incloent joieria, per a Pertegaz i dissenyà, l'any 2006, el showroom permanent d’Andreu World al Chicago Merchandise Mart. Des de l'any 2003 és Directora de Recursos Creatius a Andreu World America
La seva obra destaca pel gust historicista, claredat formal i intuïció en les proporcions, així com en l’elecció dels materials.